# Human Speechome Project
Das Human Speechome Project („Speechome“ ist dem Wort „Genom“ angelehnt) ist ein unter der Führung von Deb Roy im Media Lab am MIT laufendes Forschungsprojekt, um den Spracherwerb von Kindern in den ersten drei Lebensjahren zu beobachten.
Hierzu hat Ben Roy seinen Sohn über Jahre beobachtet und die entstandenen 200 Terabyte Daten ausgewertet. Aus den Ergebnissen wurden Computermodelle zum Spracherwerb und -gebrauch erstellt, die zur Analyse von gesellschaftlichem Diskurs und anderen Fragestellungen aus dem Bereich der Digital Humanities verwendet werden sollen.